# National Premier Leagues Queensland
La NPL Queensland è il più alto livello di calcio nello Stato del Queensland, Australia. A livello nazionale, è di un grado inferiore alla NSD e costituisce la terza serie del paese. È diretto dalla Football Queensland, la federazione dello stato di appartenenza.

## Storia
Nel 2012 viene annunciata la riorganizzazione della Queensland State League in un nuovo campionato che avrebbe fatto parte della NPL, la nuova seconda divisione australiana; la denominazione assunta è quella ancora attuale nel 2025, ovvero NPL Queensland.
A partire dalla stagione 2025, dopo la creazione di una nuova seconda serie, la lega passerà al terzo livello della piramide calcistica nazionale.

## Squadre partecipanti
Stagione 2025.
- Brisbane City
- Brisbane Roar Youth
- Eastern Suburbs
- Gold Coast Knights
- Gold Coast Utd
- Moreton City Excelsior
- Olympic FC
- Peninsula Power
- Queensland Lions
- St. George Willawong
- Sunshine Coast Wanderers
- Wynnum Wolves

## Albo d'oro

### Vincitori della NPL Queensland
- 2013 -  Olympic FC
- 2014 -  Palm Beach
- 2015 -  Moreton Bay Utd
- 2016 -  Redlands Utd
- 2017 -  Western Pride
- 2018 -  Queensland Lions
- 2019 -  Gold Coast Knights
- 2020 -  Queensland Lions
- 2021 -  Queensland Lions
- 2022 -  Gold Coast Knights
- 2023 -  Gold Coast Knights
- 2024 -  Queensland Lions